# The Second Best Exotic Marigold Hotel
The Second Best Exotic Marigold Hotel és una pel·lícula de comèdia dramàtica del 2015 dirigida per John Madden i escrita per Ol Parker. És la seqüela de la pel·lícula d'èxit del 2011 L'exòtic Hotel Marigold i compta amb un repartiment coral format per Judi Dench, Maggie Smith, Dev Patel, Bill Nighy, Celia Imrie, Penelope Wilton, Ronald Pickup, David Strathairn i Richard Gere. S'ha subtitulat al català.

## Sinopsi
L'Exòtic Hotel Marigold per a Persones Majors i Encantadores només té una habitació lliure, el que planteja una dificultat d'allotjament per als nouvinguts Guy i Lavinia.

## Repartiment
- Dev Patel com a Sonny Kapoor
- Judi Dench com a Evelyn Greenslade[4]
- Maggie Smith com a Muriel Donnelly[4]
- Bill Nighy com a Douglas Ainslie
- Celia Imrie com a Madge Hardcastle
- Tina Desai com a Sunaina
- Penelope Wilton com a Jean Ainslie
- Ronald Pickup com a Norman Cousins
- Diana Hardcastle com a Carol Parr
- Claire Price com a Laura Ainslie
- Lillete Dubey com a Sra. Kapoor
- Richard Gere com a Guy Chambers
- David Strathairn com a Ty Burley
- Tamsin Greig com a Lavinia Beech/Theresa
- Shazad Latif com a Kushal
- Rajesh Tailang com a Babul
- Denzil Smith com el senyor Dhurana